# Catedral de Sobral
A Catedral de Sobral é o templo da Igreja Matriz de Nossa Senhora da Conceição também denominado de Catedral de Nossa Senhora da Conceição, que sedia a Diocese de Sobral.

## História
Também conhecida como igreja da sé, a pedra fundamental de construção data de 5 de novembro de 1778, época do período colonial em que Sobral já era uma próspera vila, conhecida principalmente como a Matriz da Caiçara e que se funde com o povoamento de Sobral.

## Estrutura arquitetônica
Mescla elementos do estilo tardo-barroca (ou rococó) com acréscimos decorativos como movimento ondulatório nas cornijas, os frontões altos, tratamentos em relevos esculpidos e coroagem com bulbosos das torres. No pórtico frontispicial a construção tem acabamentos com acervos de pedraria em lioz, vindos de Portugal.
Com a criação da Diocese de Sobral ganhou o status de catedral por sedear a sé episcopal.

## Galeria de imagens

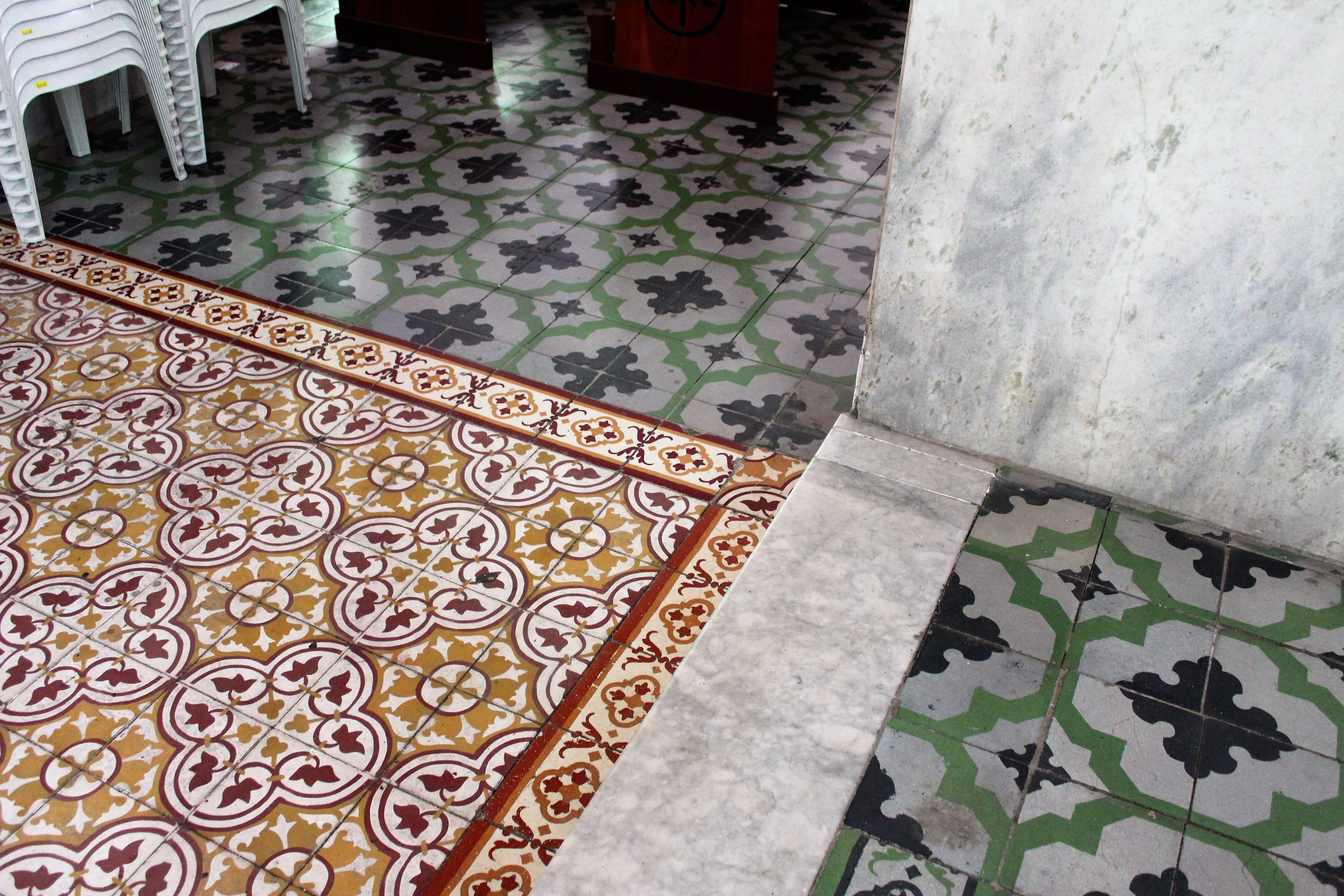
Detalhes preservados do piso ornamental em mosaicos
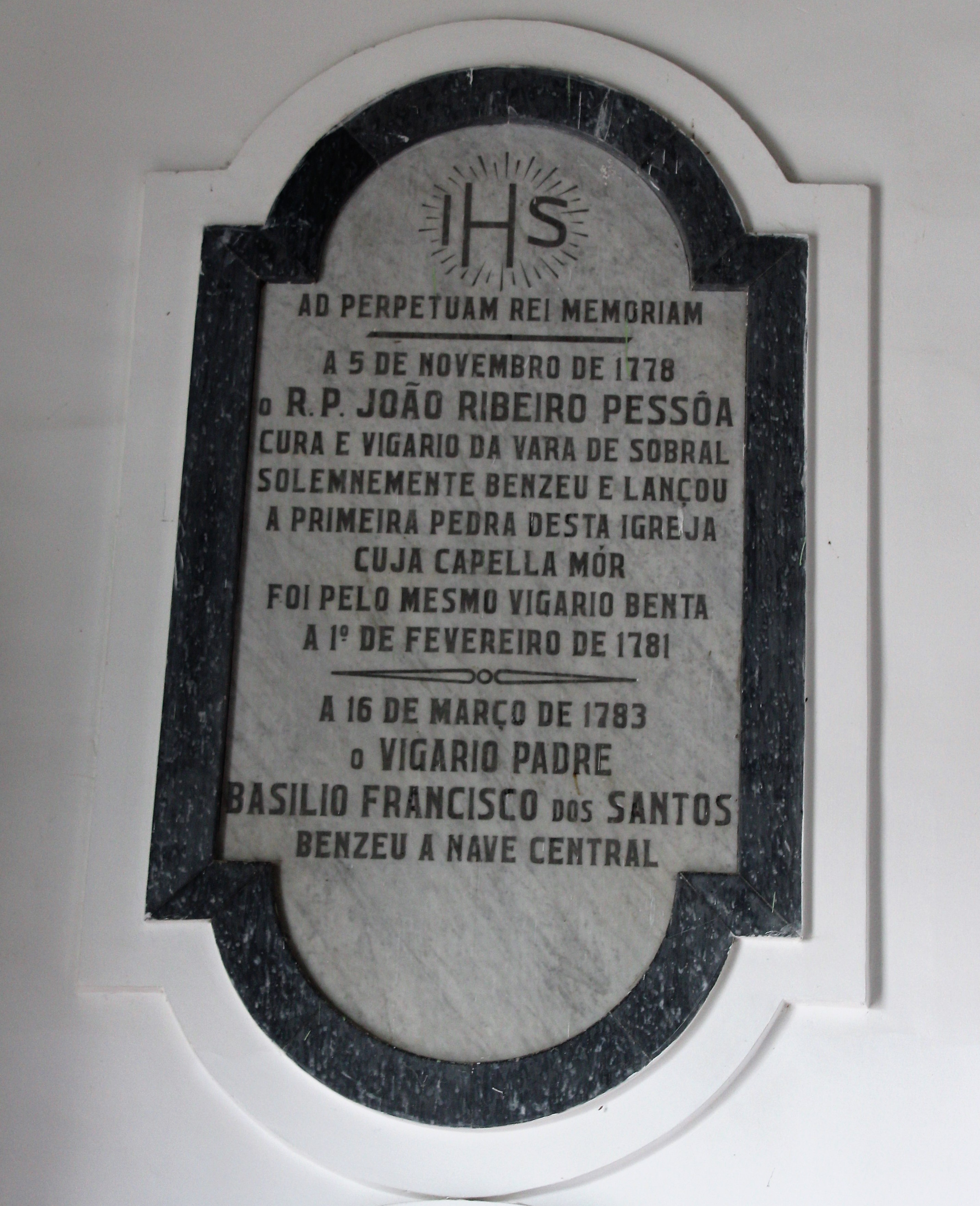
Placa da pedra fundamental
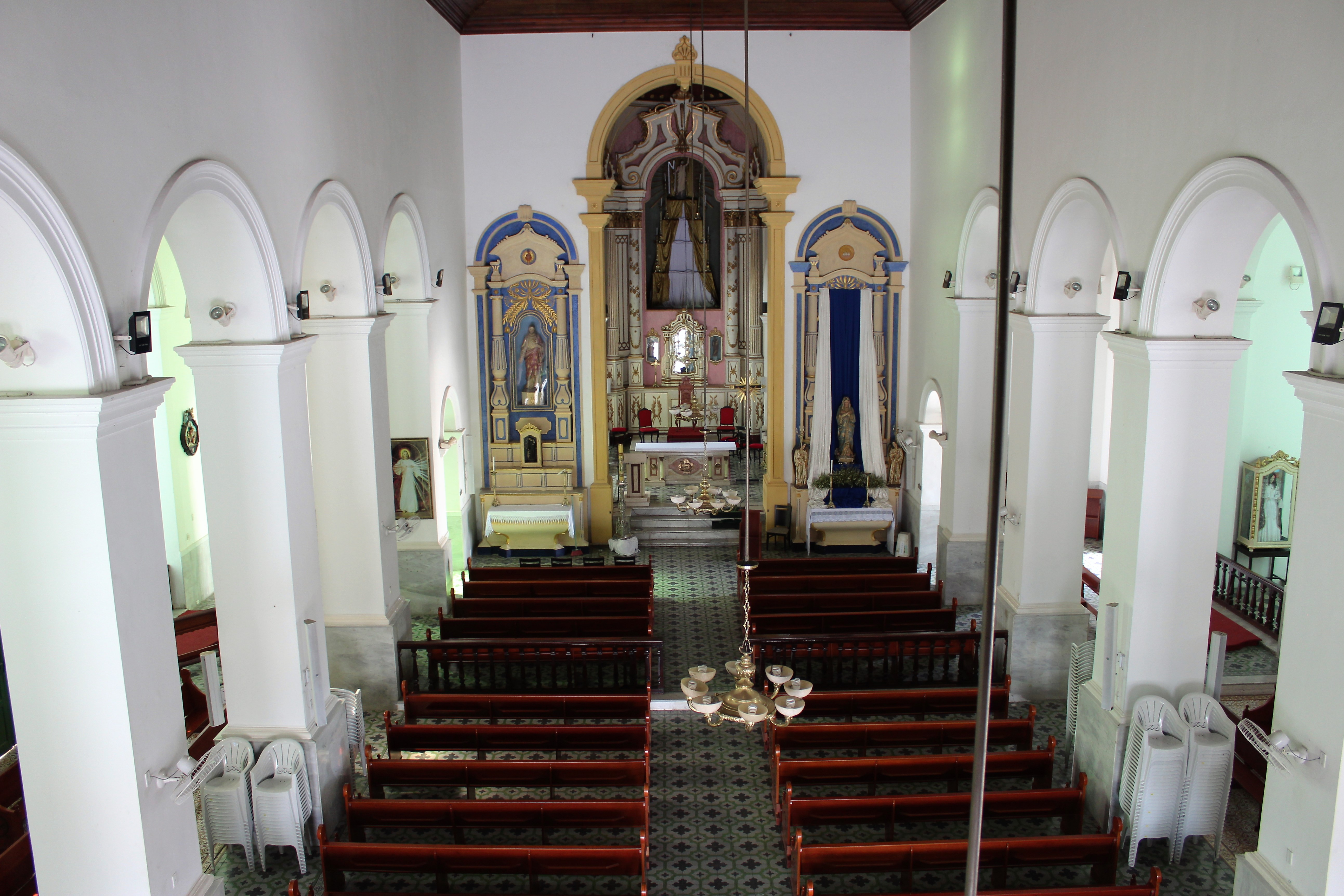
Vista do altar principal
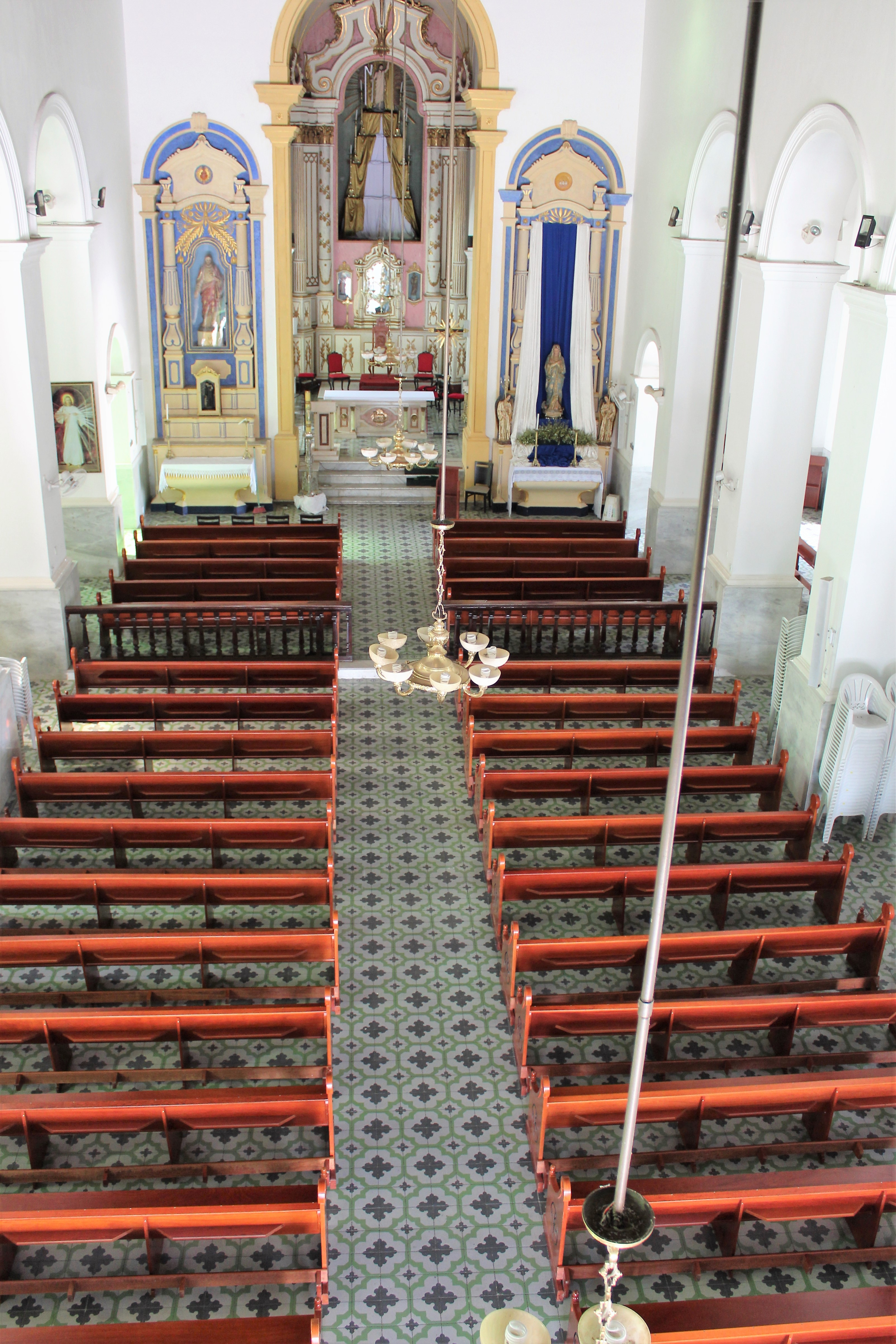
Imagem do interior central
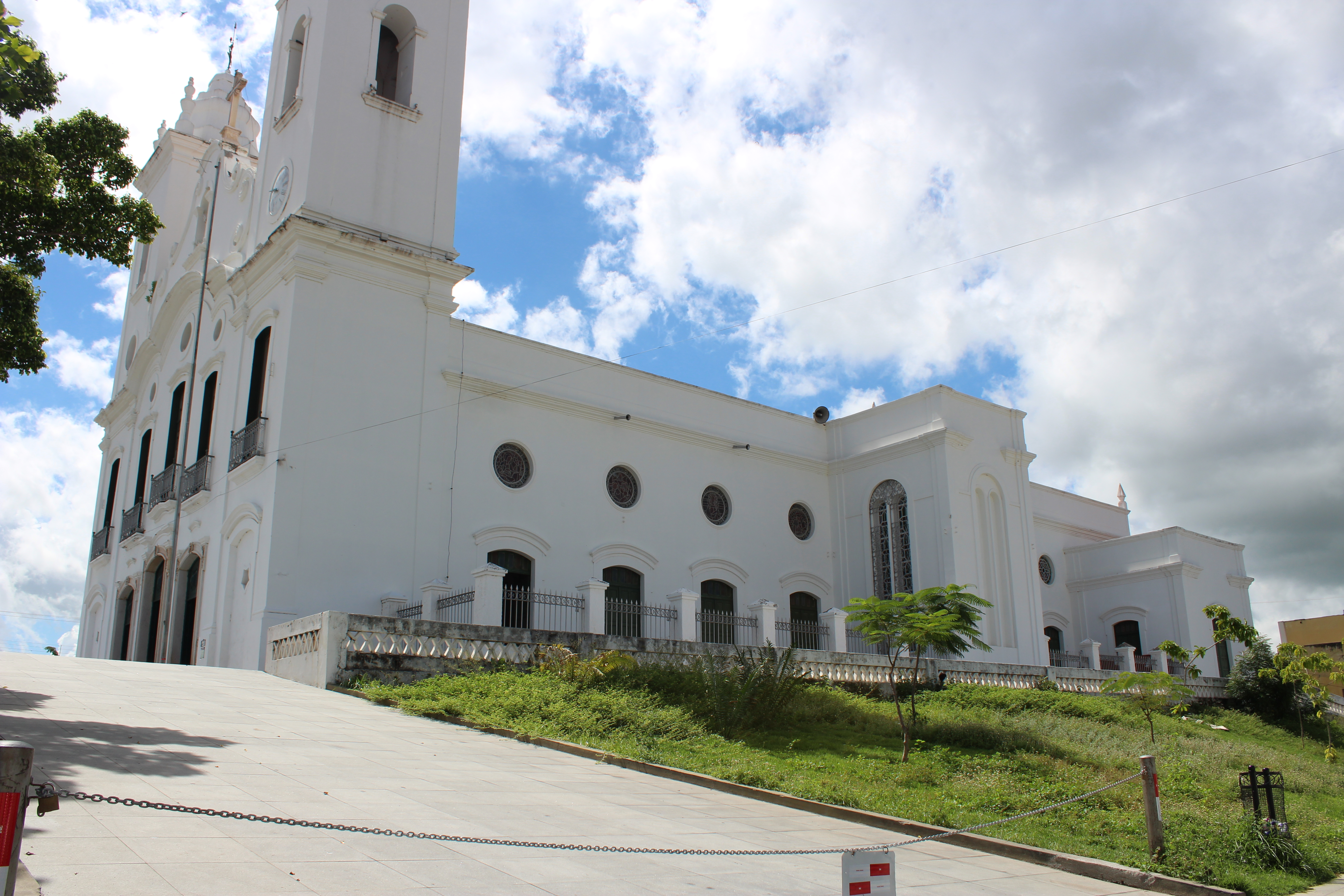
Vista lateral externa.